# Alpha Antliae
α Antliae (Alpha Antliae, kurz α Ant) ist der hellste Stern des Sternbildes Luftpumpe. Dennoch ist er ein relativ lichtschwaches Objekt vierter Größe. Die Entfernung dieses orangen Riesensterns der Spektralklasse K4 von der Erde beträgt etwa 366 Lichtjahre. Es wird vermutet, dass seine scheinbare Helligkeit mit einer geringen Amplitude zwischen 4,22 mag und 4,29 mag schwankt. Seine Oberflächentemperatur beträgt etwa 4000 Kelvin, seine Masse wahrscheinlich etwa 2,2 Sonnenmassen und seine Leuchtkraft etwa das 480fache bis 555fache von jener der Sonne. Der ungefähr eine Milliarde Jahre alte Stern dürfte seinen Wasserstoffvorrat im Innern bereits über Helium zu Kohlenstoff verbrannt haben und dabei sein, heller zu werden und sich zu einem veränderlichen Mirastern zu entwickeln, um später als Weißer Zwerg zu enden.